# یه اسب چوبی برون
یه اسب چوبی برون (به انگلیسی: Ride a Cock Horse) یک آلبوم تلفیقی از گروهٔ موسیقی راک انگلیسی کوئینادرینا می‌باشد که به‌طور مستقل منتشر شده‌است. این آلبوم به‌طور انحصاری از طریق پروفایل مای‌اسپیس گروه در سال ۲۰۰۸ فروخته می‌شد، و حاوی ۴ قطعهٔ دمو از ترانه‌هایی که قرار بود در نخستین آلبوم استودیویی آن‌ها تحت عنوان تاکسیدرمی (۲۰۰۰) قرار داده شوند، می‌باشد. نام آلبوم از شعر کودکانهٔ Ride a cock horse to Banbury Cross گرفته شده‌است.